# Bradyurus szajnochae
Bradyurus szajnochae è un pesce osseo estinto, appartenente ai perciformi. Visse nell'Eocene medio (circa 49 milioni di anni fa) e i suoi resti fossili sono stati ritrovati in Italia, nel famoso giacimento di Bolca.

## Descrizione
Questo piccolo pesce solitamente non superava i 10 centimetri di lunghezza. Era dotato di un corpo allungato e slanciato e di una testa abbastanza bassa. Gli occhi erano piccoli. La pinna dorsale era lunga quasi quanto il dorso, ed era divisa in due porzioni: la prima era sostenuta da raggi robusti ed era allungata, la seconda era più breve ed era sostenuta da raggi più sottili. La pinna anale era dotata di pochi raggi spessi nella parte anteriore, mentre la parte posteriore era anch'essa dotata di raggi sottili. La pinna caudale era arrotondata e priva di biforcazione. 

## Classificazione
Bradyurus szajnochae venne descritto per la prima volta da de Zigno, ma per lungo tempo questa specie venne attribuita ad altri generi (Eolabroides, Crenilabrus, Symphodus). Anche l'attribuzione sistematica di questa forma è stata a lungo confusa: solitamente attribuito ai labridi a causa delle notevoli somiglianze morfologiche generali, in seguito Bradyurus venne considerato un perciforme di sede incerta. Gli studi di Bellwood, infatti, smentirono l'appartenenza ai faringognati. Successivi studi hanno avvicinato Bradyurus alla famiglia Haemulidae, seppur con qualche dubbio (Bannikov e Zorzin, 2012).

## Paleobiologia
Probabilmente Bradyurus si nutriva di piccoli animali, tra cui bivalvi e gasteropodi. 